# Salto alto
El salto alto o salto en alto es una modalidad de salto ecuestre de potencia, en la cual un binomio (jinete y caballo) debe franquear un único obstáculo en altura, realizando un salto conjunto. El concurso de salto alto tiene una serie de normas que regulan tanto la forma y disposición del obstáculo vertical, que es de forma oblicua ascendente, como su concurso por los binomios.
La marca mundial oficial vigente fue registrada en Viña del Mar (Chile) el 5 de febrero de 1949 (hace 76 años), cuando el capitán de caballería chileno Alberto Larraguibel y el caballo «Huaso» lograron saltar un obstáculo de 2,47 m (8 ft 1¼ in) de altura. Es uno de los récords imbatidos más antiguos en la historia de los deportes.

## Historia

### Primeras épocas

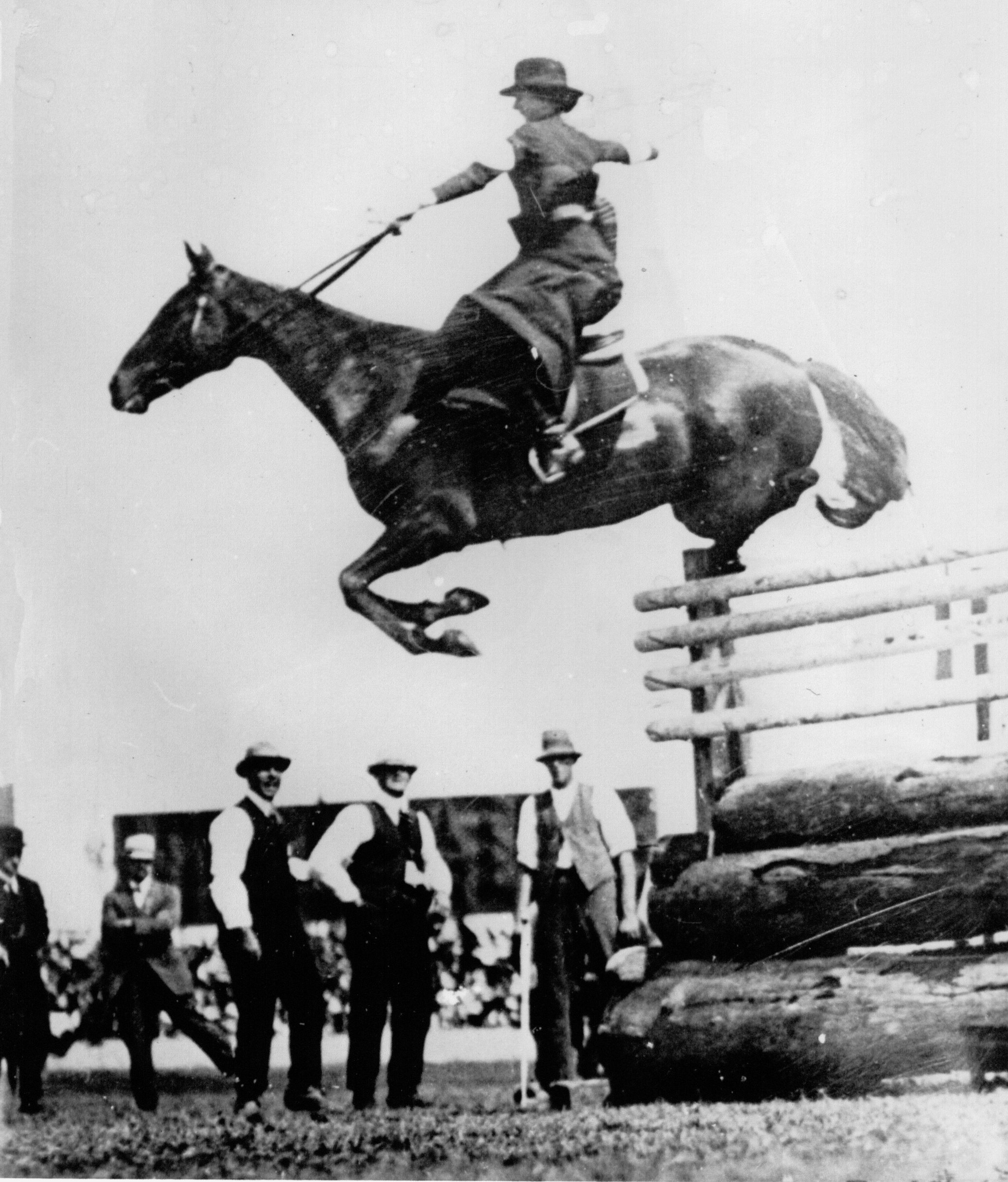
Esther Stace realizando en 1915 un salto alto con monta a la amazona de una altura de 1,98 m (6 ft 6 in), en el "Sídney Royal Easter Show" de Sídney (Australia). Dicho salto debió de requerir de una ayuda técnica en el momento del impulso.

Esta disciplina se incluyó en Europa en los programas de los concursos hípicos desde la iniciación de estos eventos, en el año 1864 en Dublín, Irlanda. Posteriormente, se expandió a Inglaterra y el resto de Europa. En 1866 se celebró el Gran Concurso Hípico Internacional de París. En 1875 se realizaron pruebas de salto alto en Viena, luego en los Países Bajos, Bélgica, Italia y Alemania.
En el marco de la Exposición Universal de París (1900), se incluyó durante los Juegos Olímpicos de 1900 la primera competición internacional de saltos ecuestres con tres pruebas individuales para jinetes, concurso de saltos, salto alto mixto y salto largo mixto. Para la prueba de salto alto mixto, los dos ganadores de la medalla de oro fueron el francés Dominique Maximien Gardères, montando a «Canéla», y el italiano Giovanni Giorgio Trissino, montando a «Oreste». Ambos binomios lograron batir un obstáculo de 1,85 m (6 ft ⅞ in).
En 1902 se realizó en Turín el Concurso Ecuestre Internacional, en el que participaron 147 jinetes de seis países. En el salto alto mixto, el vencedor fue el capitán italiano Federico Caprilli, quien estableció un récord mundial de 2,08 m (6 ft 9⅞ in) con su caballo «Meloppo». Además, Caprilli, considerado el introductor de la equitación moderna con las técnicas de armonización del jinete al movimiento natural del caballo, aportó la innovación en la postura elemental del jinete o amazona de inclinación hacia adelante al tiempo del salto del caballo, lo que hizo que se pudieran superar obstáculos cada vez de mayor altura. Así, el salto de Federico Caprilli hizo que estallara un gran entusiasmo por esta disciplina en otros lugares del mundo, como por ejemplo en Estados Unidos, donde se comenzó a entrenar caballos especialmente para el salto alto, aumentando cada vez más su popularidad entre el público norteamericano.
Posteriormente, se continuaron los concursos en el que se realizaban intentos por mejorar el récord de salto alto, el cual se batía en contadas ocasiones, tanto a nivel nacional, continental y mundial. La superación de este último se convirtió en una costumbre francesa a comienzos del siglo XX. En la década de 1930 se registraron los primeros récords mundiales homologados por la Federación Ecuestre Internacional, el de «Vol-au-Vent», montado por el jinete francés Christian de Castries, en 1933 en París (Francia), con 2,38 m (7 ft 9⅔ in), y el de «Osoppo», montado por el jinete italiano Antonio Gutierrez en 1938 en Roma (Italia) con 2,44 m (8 ft 0 in), promovido por su gobierno fascista, que tenía un carácter nacionalista.

### Marca mundial

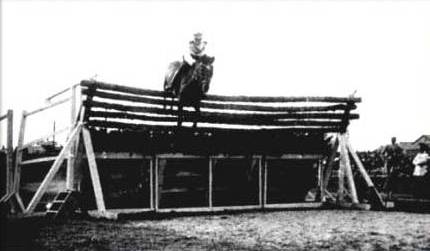
Fotografía del momento.

Chile estaba en su esplendor deportivo al ser una prioridad para los gobiernos radicales (1938-1952). A finales de los años 1940, los chilenos Alberto Larraguibel con el caballo «Huaso» y Luis Riquelme con el caballo «Chileno» venían mutuamente disputándose varios récords de salto alto, nacionales y continentales. En 1946 el capitán Rafael Monti y «Faithfull» saltaron un obstáculo de 2,18 m (7 ft 1⅞ in), lo que estableció un nuevo récord chileno. Unos meses más tarde, ya en 1948, el teniente Luis Riquelme y «Chileno» saltaron un obstáculo de 2,33 m (7 ft 7¾ in), estableciendo el récord sudamericano. Pero pocos días después se volvió a superar de nuevo el récord por el teniente Alberto Larraguibel y «Faithfull», con un salto de 2,37 m (7 ft 9⅓ in). Después de establecer dicho récord, al caballo, que entonces se llamaba «Faithfull», se le cambió el nombre por «Huaso» (que es la denominación que se le da al campesino chileno).
El vigente récord mundial oficial se registró el 5 de febrero de 1949, en el marco de un concurso de saltos internacional oficial celebrado en la cancha de saltos del regimiento Coraceros de la ciudad de Viña del Mar (Chile), con la participación de los equipos de salto de Bolivia, Colombia y Chile. A la final llegaron el capitán Alberto Larraguibel con «Huaso» y Luis Riquelme con «Chileno». En el desempate el obstáculo fue colocado a 2,20 m (7 ft 2⅝ in). Luis Riquelme y «Chileno» lo franquearon en el segundo intento, mientras que Alberto Larraguibel y «Huaso» lo habían superado en el primer intento, aunque después de saltar el obstáculo su cabalgadura tropezó al tomar tierra y el jinete se fue al suelo en una espectacular caída. La siguiente altura que se dispuso fue de 2,47 m (8 ft 1¼ in) para batir el récord mundial. Luis Riquelme y «Chileno» no pudieron pasarlo en sus tres intentos, cayéndose además el jinete en la tercera ocasión. Mientras que «Huaso» en esta altura rehusó el primer intento, penalizando dos faltas; dejó caer la barra en el segundo intento, penalizando otras dos faltas; y lo logró en el tercer y último intento.

### Marca mundial en monta a pelo
El 14 de noviembre de 1982 se establece en Dublín (Irlanda) el récord mundial de salto alto en la modalidad de monta a pelo (sin silla de montar), cuando el jinete Michael Whitaker y el caballo «Red Flight» lograron saltar un obstáculo de 2,13 m (7 ft 0 in).

### Marcas no oficiales o no confirmadas
También se da cuenta de un récord mundial no oficial de salto alto que se realizó en circa 1931, cuando Fred Wettach Jr. y el caballo «King’s Own» lograron saltar un obstáculo de 2,53 m (8 ft 3½ in). Aunque el salto fue fotografiado y presentaba testigos, el récord no pudo ser homologado por la Federación Ecuestre Internacional, ya que no fue realizado en el marco de un concurso oficial con carácter público, se desconocía la legalidad de las condiciones y solo fueron testigos unas pocas personas. Asimismo, otros récords menos documentados son los del binomio formado por el jinete Richard Donnelly y el caballo «Heatherbloom», a los que se les atribuye dos saltos de récord mundial no oficiales, uno en 1902 de 2,49 m (8 ft 2 in) y otro posterior de 2,51 m (8 ft 3 in), aunque el récord oficial de este binomio es un salto alto de 2,40 m (7 ft 10½ in).

### Marcas en monta a la amazona
No tendrían consideración alguna las marcas en monta a la amazona de la amazona estadounidense Emma Peek Marantette, que con el caballo «Filemaker» saltó 2,25 m (7 ft 4½ in), en Taunton, Massachusetts, el 7 de octubre de 1891; y con el caballo «St. Patrick» saltó 2,40 m (7 ft 10¼ in) circa 1907. Dichas marcas, realizadas en el marco de espectáculos circenses y de exhibición ecuestre, estarían realizadas con ayudas técnicas para impulsar el salto.
Tampoco sería un récord oficial del mundo de salto alto en monta a la amazona el que ostentaba la amazona australiana Esther Stace de 1,98 m (6 ft 6 in), conseguido en 1915 en el "Sídney Royal Easter Show" de Sídney (Australia). Aunque existe al menos una fotografía del salto alto, y se observan espectadores del mismo, sin embargo, este récord no se encuentra registrado oficialmente por ninguna institución ecuestre que lo certifique, y existen dudas sobre su veracidad, pues hay indicios de que el caballo que lo consiguió fue enseñado a saltar tomando impulso sobre un trampolín que se encontraba colocado delante del obstáculo y de ahí la postura característica que toma el caballo en el aire en el momento del franqueo del obstáculo, según se observa en la fotografía.
En 1995 se realizó un récord de salto alto oficial, conseguido por la amazona inglesa Carolyn Wofford y el caballo «Solidarity», saltando 1,70 m (5 ft 7 in) en el Child's Equestrian Dream celebrado en el "Birchinley Manor Equestrian Centre" de Rochdale (Inglaterra).
El 28 de julio de 2012, en la prueba de potencia reservada para amazonas, celebrada en el "Aintree National Showing & Show Jumping Show" de Aintree (Inglaterra) con la participación de 3 amazonas y 4 caballos. La amazona irlandesa Susan Oakes, que montó a los caballos «Crannagh Clover» y «Brandy and Red»; y realizó con «Brandy and Red» un salto alto oficial de 1,73 m (5 ft 8¼ in).

## Prueba del salto alto
El concurso salto alto se inicia con una altura mínima de 1,60 m. Si hay binomios que logran sortear el obstáculo sin problemas, se va aumentando la altura hasta que ningún binomio más lo pueda saltar. El vencedor es aquel binomio que pase la mayor altura sin penalizar, cualquiera que hayan sido los puntos de penalización cometidos en los intentos precedentes. Se penaliza el derribo del obstáculo con 2 puntos y el rehúse, la escapada o la defensa con 3 puntos, y la tercera de estas faltas cometida en el curso de un mismo intento es considerada como fin de la prueba, ya que solo se permite tres intentos en cada altura. La caída del competidor o del caballo después de haber franqueado el obstáculo no tiene penalización. Las faltas se computan solo a partir del momento en que el caballo montado ha entrado en la zona de penalidad que se extiende 15 m delante del obstáculo y limita a ambos lados por una bandera de color rojo y blanco.
Para atacar un intento de récord de salto alto la altura del obstáculo no debe aumentarse poco a poco, ya que el caballo se asustaría y tendería a rehusarlo, sino que una vez franqueada una primera altura en una toma de contacto con el obstáculo, deben instalarse las barras del obstáculo a la altura de récord que se pretende batir. Por tanto, se necesita la confianza plena del caballo en el jinete y el elemento sorpresa para afrontar con éxito el intento de salto y poder batir un récord.
Actualmente, esta prueba se celebra de forma esporádica, siempre incorporada en los programas de concursos hípicos oficiales de saltos ecuestres, nacionales e internacionales, tanto al aire libre como en recinto cerrado, aunque sin gozar de gran popularidad debido a que los posibles derribos, caídas y accidentes de los caballos al franquear el obstáculo de salto alto y el sufrimiento posterior que conlleva para el animal retraen al público de su concurso.

## Diferencias entre el salto alto y los saltos normales
La diferencia entre los concursos de saltos ecuestres normales y el concurso de salto alto es que, en los saltos ecuestres normales, en sus diferentes modalidades, se saltan una serie de obstáculos de varias alturas, profundidades y longitudes dispuestos a lo largo de un recorrido, sin que ningún obstáculo pueda superar la altura máxima de 1,70 m, el fondo máximo de 2,20 m, o la longitud máxima de 4,50 m, excepto en las pruebas de potencia y destreza en que las medidas son mayores y van en aumento según progresa la competición, mientras que en el salto alto solo se salta un único obstáculo, de forma oblicua ascendente y de gran altura, aunque comparte con las pruebas de potencia y destreza en que el obstáculo aumenta su altura si este es franqueado satisfactoriamente por los competidores.
Por eso la prueba de salto alto no debe de confundirse tampoco con la prueba del salto de potencia, aunque ambas son de salto en altura. El obstáculo en el salto alto es único y presenta una forma oblicua ascendente, mientras que en el salto de potencia hay tres o cuatro obstáculos verticales en el concurso, y entre ellos el muro de potencia, que es el obstáculo de mayor altura y es un muro completamente vertical que además no deja visualizar lo que hay al otro lado del mismo. El reglamento para concursos de saltos de la Federación Ecuestre Internacional regula esta prueba del salto alto, en su parte segunda referente a récords mundiales de salto alto y salto largo, en un articulado que es conjunto con la prueba del salto largo.

## Obstáculo del salto alto
El obstáculo del salto alto es oblicuo ascendente y está formado y dispuesto de la siguiente manera:
1. Situado en el lugar en que se va a franquear el salto, el obstáculo debe presentar un frente de por lo menos 6 m.
2. Dos reparos de 2,60 m de altura con una inclinación de 35 grados.
3. Barras de madera muy livianas de alrededor de 7 m de largo y de 10 cm de diámetro, trenzadas de paja o nylon de 2 cm de ancho, con un diámetro total de 14 cm.
4. Vallas extensibles, que terminen en un seto o cualquier otro material capaz de dar apariencia de solidez y relleno al espacio que queda entre la barra inferior y el suelo.
5. Dos aleros de 6 m de largo, de una altura que sobrepase siempre a la barra superior, hechas de piezas de madera formando un reticulado de madera.
6. Las barras de madera se fijan mediante soportes de 28 cm de largo.
7. Los soportes que sostienen la barra de madera superior, terminan en una rodela de cuero de 6 mm de espesor y de un diámetro igual al de la barra de madera que sostiene. Esta rodela se aprisiona entre dos discos de metal de diámetro igual a la mitad del diámetro en la rodela de cuero, los que se fijan entre sí mediante remaches. Este disco de cuero natural de ninguna manera puede cubrirse con una capa de pintura que lo endurezca.
8. En ningún caso, ninguna de las barras de madera se pueden fijar ni mantenerse fijas con caucho u otro material, ni sostenerse con la mano.

El obstáculo de salto alto en monta a la amazona no está regulado específicamente, pero se realiza sobre un obstáculo vertical de triple barra, que presenta altura y fondo, al igual que los utilizados en los concursos normales de salto ecuestre.

## Prueba para establecer una marca
La prueba para el intento de establecer una marca se desarrolla de la siguiente manera:
1. El o los competidores pueden intentar batir un récord, ya sea franqueando directamente la altura del récord, ya sea efectuando saltos progresivos.
2. En el caso de efectuar saltos progresivos, los competidores fijarán ellos mismos las alturas progresivas antes de pasar a la altura que bata el récord.
3. Un competidor puede pasar a la altura siguiente únicamente si ha franqueado la altura precedente.
4. No obstante, si el competidor ha elegido batir el récord establecido por saltos progresivos y si queda eliminado durante uno de los saltos progresivos, la tentativa siguiente debe realizarse con la altura del récord que se quiere batir.
5. Un competidor tiene derecho solo a tres tentativas sobre la altura en que pueda establecer el nuevo récord.
6. Cada rehúse cuenta por una tentativa.
7. Para batir un récord es necesario que el caballo franquee una altura superior en al menos 2 cm con respecto al récord vigente.
8. Para que un caballo pueda participar en una prueba organizada expresamente para batir un récord, se tendrá que certificar a la Federación Ecuestre Internacional que en los tres meses anteriores a la tentativa para batir el récord, el caballo ha saltado en una prueba oficial o durante su entrenamiento una altura por lo menos 20 cm inferior a la del récord que se pretende batir.
9. El récord debe haberse realizado en público, en un concurso de saltos nacional o internacional reconocido oficialmente, y en presencia de delegados internacionales y nacionales designados previamente, que lo acrediten y firmen el acta correspondiente.
10. Posteriormente, la Comisión de Récords de la Federación Ecuestre Internacional estudia lo más rápidamente posible la marca para su homologación, y tiene el poder discrecional absoluto de no homologarla si estimara que no le ofrece todas las garantías requeridas y que las condiciones no han sido debidamente observadas.

## Progresión de la marca mundial
Las mejores actuaciones en salto alto, confirmadas y oficialmente reconocidas por la Federación Ecuestre Internacional hasta la fecha (homologadas a partir de 1921), son:
| Altura          | Caballo                 | Jinete                       | Lugar                  | Fecha                                           |
| --------------- | ----------------------- | ---------------------------- | ---------------------- | ----------------------------------------------- |
| 2,08 m (6′ 10″) | «Meloppo»               | Federico Caprilli            | Turín (Italia)         | 24 de mayo de 1902                              |
| 2,23 m (7′ 4″)  | «Conspirateur»          | George Crousse               | San Sebastián (España) | 1904                                            |
| 2,35 m (7′ 9″)  | «Conspirateur»          | George Crousse               | París (Francia)        | 1906                                            |
| 2,36 m (7′ 9″)  | «Biskra» «Montjoie III» | François de Juge René Ricard | Vittel (Francia)       | 17 de agosto de 1912                            |
| 2,38 m (7′ 10″) | «Vol-au-Vent»           | Christian de Castries        | París (Francia)        | 10 de abril de 1933 (8 de mayo de 1933)         |
| 2,44 m (8′ 0″)  | «Osoppo»                | Antonio Gutierrez            | Roma (Italia)          | 27 de octubre de 1938 (10 de noviembre de 1938) |
| 2,47 m (8′ 1″)  | «Huaso»                 | Alberto Larraguibel          | Viña del Mar (Chile)   | 5 de febrero de 1949 (28 de mayo de 1949)       |

Según las reglas del concurso de salto alto de la Federación Ecuestre Internacional, para que sea homologada la próxima marca mundial debe realizarse sobre una altura mínima de 2,49 m (8′ 2″). Comparando, la marca mundial vigente registrada por un ser humano es de 2,45 m (8′ 0″) desde 1993.